# 鴻雪爪
鴻 雪爪（おおとり せっそう、1814年2月20日（文化11年1月1日） - 1904年（明治37年）6月18日）は、幕末・明治期の宗教家である。備後国出身であり、曹洞宗の僧侶として全昌寺・孝顕寺・清凉寺住職を歴任した。明治期には仏教の改革運動に取り組み、仏僧の肉食妻帯を認めさせた。その後、還俗し神職となった。大教院長。御嶽教2代管長。禅僧としては鉄面清拙とも名乗り、ほかに江湖翁の号も用いた。

## 生涯

### 生い立ち
文化11年1月1日（1814年2月20日）、備後国因島に誕生。俗姓は宮地。父親は宮地長光（与三兵衛）、母親は木原氏の某。幼名は不明。雪爪は次男であり、兄に松之助、弟に与三兵衛秀明がいた。鴻が自ら記すところによれば、宮地氏は醍醐天皇の皇子である源高明に系譜を遡ることができる家柄であり、氏は保安年間に備中宮地荘を賜ったことに由来するという。青木茂のまとめるところによれば、宮地氏は御調郡の鳴滝山城主であったが、室町期ごろ因島に落ち延びて村上氏の重臣となった氏族である。鴻によれば、宮地家は天正年間に帰農したというが、青木はこれを海賊停止令に関連するものとみている。
6歳で得度し、石見国津和野の曹洞宗寺院である、大定院の鉄藍無底のもとで沙弥（駆烏）となった。無底は因島の出身で宮地家ともかかわりがあり、服部荘夫の聞き書きするところによれば「和尚が帰省の際一見爺（＝雪爪）の偉器なるを知り、話が進み師弟の縁が結ばれた」という。文政8年（1825年）、師とともに12歳で越前国武生の龍泉寺に移り、次いで、美濃国大垣の全昌寺に移った。

### 仏僧として
天保9年（1838年）、25歳で無底の首座となり、同年には師より印可証明を受けて嗣法相続した。全昌寺は大垣藩主である戸田氏の菩提寺であり、雪爪は若き日の小原鉄心と交友を深めた。天保14年（1843年）、師が加賀国大乗寺に昇任したことに応じ、祇陀寺に移る。弘化3年（1846年）、全昌寺に戻り、住職となる。当時の雪爪はすでに名声を博していたようで、「老人では宇治興聖寺の回天、若手では美濃全昌寺の雪爪」とも評された。安政5年（1858年）、松平春嶽に招かれ、越前国孝顕寺住職となった。春嶽による藩政改革に雪爪も携わり、横井小楠を裏方として補佐した。慶応3年（1867年）には、井伊直憲に招かれ、近江国彦根の清凉寺住職となった。
慶応4年（1868年）には五箇条の御誓文が発布されたが、雪爪はこれに応じて建白書を提出した。今後、広く諸外国とかかわる必要が生まれた以上はキリスト教の禁教はもはや不可能であること、外来宗教の移入に対抗するため、仏僧および神官は国民を教導する必要があるが、現状その準備ができていないことというのがその要旨である。明治2年（1869年）に朝命で上京し、大教宣布のための機関として太政官に設けられた、教導局の御用掛に任ぜられた。雪爪は神仏二教が協同して外教に対抗するべきであるという立場を取ったが、同局の局員はおおむねが神官であり、祭政一致を背景とする排仏・排キリスト教を主張した。このため雪爪は職を辞して彦根に戻り、また明治3年（1870年）には清凉寺住職も引退し、琵琶湖沿岸の能登瀬村に百如庵を結び、隠棲した。
しかし、小原鉄心の働きかけなどにより雪爪はふたたび上京し、東京で島地黙雷などと交友を深めた。雪爪は明治4年（1871年）に再び建白書を提出した。この建白書の内容は慶応4年のものとおおむね同様の内容であったが、余論として肉食妻帯の許可を求める文言が入っていた。これは、当時の僧侶のほとんどが肉食妻帯の戒を破っており、かつその大部分が陽守陰犯の状態にあったことを背景とするものであり、雪爪は、僧侶が宣布運動に積極的に関わる上で、肉食妻帯が犯罪状態であることは大きな問題になりうると考えていた。この建白書の影響もあり、明治5年（1872年）、神祇省に入れ替わり設立した教部省では仏僧も宣布運動に参加できることとなり、また、同年には肉食妻帯解禁の太政官布告が出された。

### 神職として
9月、彼は太政官から左院少議生に任ぜられるとともに、還俗を命令された。これを期に、雪爪は鴻姓を名乗るようになった。
11月、雪爪は大教院長および東京金比羅神社祠官に任ぜられた。明治6年（1873年）には権大教正となった。明治8年（1875年）には大教院が廃止され、神仏合併布教は差し止められることとなった。かわりに神道・仏教の両者独立組織としての大教院が設置され、雪爪は神道管長となった。明治12年（1879年）には大教正となった。明治18年（1885年）には、教派神道として新設された御嶽教の内紛を収めるべくはたらきかけ、2代目管長に就任した。とはいえ、秩序が回復したのちは教務は当事者にまかせ、自らは飯倉の自邸で悠々自適の生活をおくった。明治37年（1904年）6月18日、91歳で死去した。